# Конши сир Канш
Конши сир Канш (фр. Conchy-sur-Canche) насеље је и општина у североисточној Француској у региону Север-Па д Кале, у департману Па де Кале која припада префектури Арас.
По подацима из 2011. године у општини је живело 187 становника, а густина насељености је износила 19,02 становника/km². Општина се простире на површини од 9,83 km². Налази се на средњој надморској висини од 55 метара (максималној 137 m, а минималној 47 m).

## Демографија
| 1962. | 1968. | 1975. | 1982. | 1990. | 1999. | 2011. |
| ----- | ----- | ----- | ----- | ----- | ----- | ----- |
| 293   | 302   | 269   | 218   | 209   | 197   | 187   |

График промене броја становника у току последњих година